# Homblières

Homblières este o comună în departamentul Aisne din nordul Franței. În 1 ianuarie 2022 avea o populație de 1.425 de locuitori.